# Vincenzo de Grandis (Komponist, 1631)
Vincenzo de Grandis (* 6. April 1631 in Ostra; † 4. August 1708 ebenda) war ein italienischer Sänger (Tenor), Kapellmeister und Komponist.

## Leben
Vincenzo de Grandis entstammte der gräflichen Familie de Grandis aus Montalboddo (dem heutigen Ostra) und trat im Alter von 19 Jahren in den geistlichen Stand, die Ordination zum Priester erfolgte 1652 oder 1653. Seine musikalische Ausbildung erhielt er wahrscheinlich bei seinem Onkel Vincenzo de Grandis (1577–1646) in Rom, der ebenfalls Priester war und als Komponist nahezu ausschließlich geistlicher Werke in Erscheinung trat.
Vincenzo de Grandis wirkte zunächst in Rom als Kapellmeister, war zu dieser Zeit aber schon für den Herzog von Braunschweig-Lüneburg in Hannover tätig, indem er für dessen Hofkapelle Musiker anwarb und ausbildete.
Zwischen 1661 und 1665 arbeitet er als Sänger. Im Jahre 1674 wurde de Grandis die Hofkapellmeisterstelle in Hannover übertragen. Er wirkte hier mit beachtlichem künstlerischen Erfolg, musste aber nach dem Tod Herzog Johann Friedrichs im Jahre 1680 die Stadt verlassen. Danach bekleidete er noch Kapellmeisterstellen in Modena und Loreto, bevor er sich wieder in seine Geburtsstadt zurückzog.

## Werk
Er schuf eine Oper, mehrere Oratorien und Motetten und einige weltliche Vokalwerke. Seine Werke wurden schon zu seinen Lebzeiten wegen ihrer Ausdruckskraft und kompositorischen Qualität hochgeschätzt. In einigen seiner Solokantaten thematisierte er in fast romantischer Manier einige bittere Erfahrungen aus seiner Zeit am Hof in Hannover, wo er – offensichtlich grundlos – für einige Zeit zu Kerkerhaft verurteilt worden war.